# گمینا ایواوا
گمینا ایواوا (به لهستانی:  Gmina Iława) یک گمینا در لهستان است که در شهرستان ایواوا واقع شده‌است. گمینا ایواوا ۴۲۳٫۵۵ کیلومتر مربع مساحت و ۱۱٬۸۲۸ نفر جمعیت دارد.